# (6311) Porubčan
6311 Porubcan (1990 RQ2) – planetoida z pasa głównego asteroid okrążająca Słońce w ciągu 3,47 lat w średniej odległości 2,29 j.a. Odkryta 15 września 1990 roku.